# Тімченко Дімітрій Юрійович
Дімі́трій Ю́́рійович Тімченко (нар. 1 квітня 1983) — український борець греко-римського стилю, бронзовий призер чемпіонату світу, бронзовий призер чемпіонату Європи, срібний призер Європейських ігор, бронзовий призер Кубку світу, учасник Олімпійських ігор. Заслужений тренер України (з лютого 2023 року). Проживає в місті Харків.
Навесні 2016 року приєднався до патріотичного флешмобу #яЛюблюСвоюКраїну, опублікувавши відеозвернення, в якому розповів, за що любить Україну.

## Спортивні результати на міжнародних змаганнях

### Виступи на Олімпіадах
| Змагання                    | Збірна  | Вагова категорія                 | Місце |
| --------------------------- | ------- | -------------------------------- | ----- |
| Літні Олімпійські ігри 2016 | Україна | греко-римська боротьба, до 98 кг | 15    |

### Виступи на Чемпіонатах світу
| Змагання                        | Збірна  | Вагова категорія                 | Місце  |
| ------------------------------- | ------- | -------------------------------- | ------ |
| Чемпіонат світу з боротьби 2007 | Україна | греко-римська боротьба, до 96 кг | 20     |
| Чемпіонат світу з боротьби 2011 | Україна | греко-римська боротьба, до 96 кг | 15     |
| Чемпіонат світу з боротьби 2013 | Україна | греко-римська боротьба, до 96 кг | 28     |
| Чемпіонат світу з боротьби 2014 | Україна | греко-римська боротьба, до 98 кг | 15     |
| Чемпіонат світу з боротьби 2015 | Україна | греко-римська боротьба, до 98 кг | Бронза |

### Виступи на Чемпіонатах Європи
| Змагання                         | Збірна  | Вагова категорія                 | Місце  |
| -------------------------------- | ------- | -------------------------------- | ------ |
| Чемпіонат Європи з боротьби 2005 | Україна | греко-римська боротьба, до 96 кг | Бронза |
| Чемпіонат Європи з боротьби 2007 | Україна | греко-римська боротьба, до 96 кг | 5      |
| Чемпіонат Європи з боротьби 2010 | Україна | греко-римська боротьба, до 96 кг | 10     |
| Чемпіонат Європи з боротьби 2016 | Україна | греко-римська боротьба, до 98 кг | 5      |
| Чемпіонат Європи з боротьби 2017 | Україна | греко-римська боротьба, до 98 кг | 5      |

### Виступи на Європейських іграх
| Змагання              | Збірна  | Вагова категорія                 | Місце  |
| --------------------- | ------- | -------------------------------- | ------ |
| Європейські ігри 2015 | Україна | греко-римська боротьба, до 98 кг | Срібло |

У червні 2015 року на I Європейських іграх в Баку здобув срібну нагороду у ваговій категорії до 98 кг, поступившись представнику Росії Ісламу Магомедову.

### Виступи на Кубках світу
| Змагання                    | Збірна  | Вагова категорія                 | Місце  |
| --------------------------- | ------- | -------------------------------- | ------ |
| Кубок світу з боротьби 2007 | Україна | греко-римська боротьба, до 96 кг | Бронза |

### Виступи на інших змаганнях
| Змагання                                                    | Збірна  | Вагова категорія                 | Місце  |
| ----------------------------------------------------------- | ------- | -------------------------------- | ------ |
| Чемпіонат світу з боротьби серед студентів 2004             | Україна | греко-римська боротьба, до 84 кг | 4      |
| Гран-прі Німеччини з боротьби 2007                          | Україна | греко-римська боротьба, до 96 кг | 8      |
| Турнір Івана Піддубного 2008                                | Україна | греко-римська боротьба, до 96 кг | Бронза |
| Золотий Гран-прі з боротьби 2010 (Сомбатгей)                | Україна | греко-римська боротьба, до 96 кг | Срібло |
| Золотий Гран-прі з боротьби 2010 (Баку)                     | Україна | греко-римська боротьба, до 96 кг | Бронза |
| Турнір Івана Піддубного 2011                                | Україна | греко-римська боротьба, до 96 кг | 23     |
| Золотий Гран-прі з боротьби 2011 (Сомбатгей)                | Україна | греко-римська боротьба, до 96 кг | 5      |
| Кубок Владислава Питласинські 2011                          | Україна | греко-римська боротьба, до 96 кг | 5      |
| Кубок Вантаа з боротьби 2011                                | Україна | греко-римська боротьба, до 96 кг | Золото |
| Золотий Гран-прі з боротьби 2012 (Сомбатгей)                | Україна | греко-римська боротьба, до 96 кг | Срібло |
| Олімпійський кваліфікаційний турнір з боротьби 2012 (Софія) | Україна | греко-римська боротьба, до 96 кг | Бронза |
| Золотий Гран-прі з боротьби 2012 (Баку)                     | Україна | греко-римська боротьба, до 96 кг | 7      |
| Золотий Гран-прі з боротьби 2013 (Сомбатгей)                | Україна | греко-римська боротьба, до 96 кг | 14     |
| Кубок Азовмаша 2013                                         | Україна | греко-римська боротьба, до 96 кг | Золото |
| Гран-прі Німеччини з боротьби 2013                          | Україна | греко-римська боротьба, до 96 кг | Золото |
| Гран-прі Німеччини з боротьби 2014                          | Україна | греко-римська боротьба, до 98 кг | 8      |
| Кубок Тахті 2015                                            | Україна | греко-римська боротьба, до 98 кг | Срібло |
| Гран-прі FILA 2015                                          | Україна | греко-римська боротьба, до 98 кг | 9      |
| Золотий Гран-прі з боротьби 2015                            | Україна | греко-римська боротьба, до 98 кг | 11     |
| Київський Міжнародний турнір з боротьби 2016                | Україна | греко-римська боротьба, до 98 кг | Золото |
| Trophee Milone 2016                                         | Україна | греко-римська боротьба, до 98 кг | Срібло |
| Київський Міжнародний турнір з боротьби 2017                | Україна | греко-римська боротьба, до 98 кг | Золото |
| Турнір Дана Колова — Николи Петрова 2017                    | Україна | греко-римська боротьба, до 98 кг | 5      |
| Турнір Дана Колова — Николи Петрова 2017                    | Україна | греко-римська боротьба, до 98 кг | Бронза |